# Paul Telfer (piłkarz)
Paul Norman Telfer (ur. 21 października 1971 w Edynburgu) – szkocki piłkarz występujący najczęściej na pozycji prawego obrońcy. Obecnie nie jest zawodnikiem żadnego klubu. Wcześniej występował kolejno w takich klubach jak Luton Town F.C., Coventry City F.C., Southampton F.C., Celtic F.C., A.F.C. Bournemouth oraz Leeds United A.F.C.

## Sukcesy
Southampton
- FA Cup - finalista 2003

Celtic F.C.
- Zwycięzca Scottish Premier League - 2006
- Zwycięzca Pucharu Ligi Szkockiej - 2006